# ثقافة الحرية (FKK)

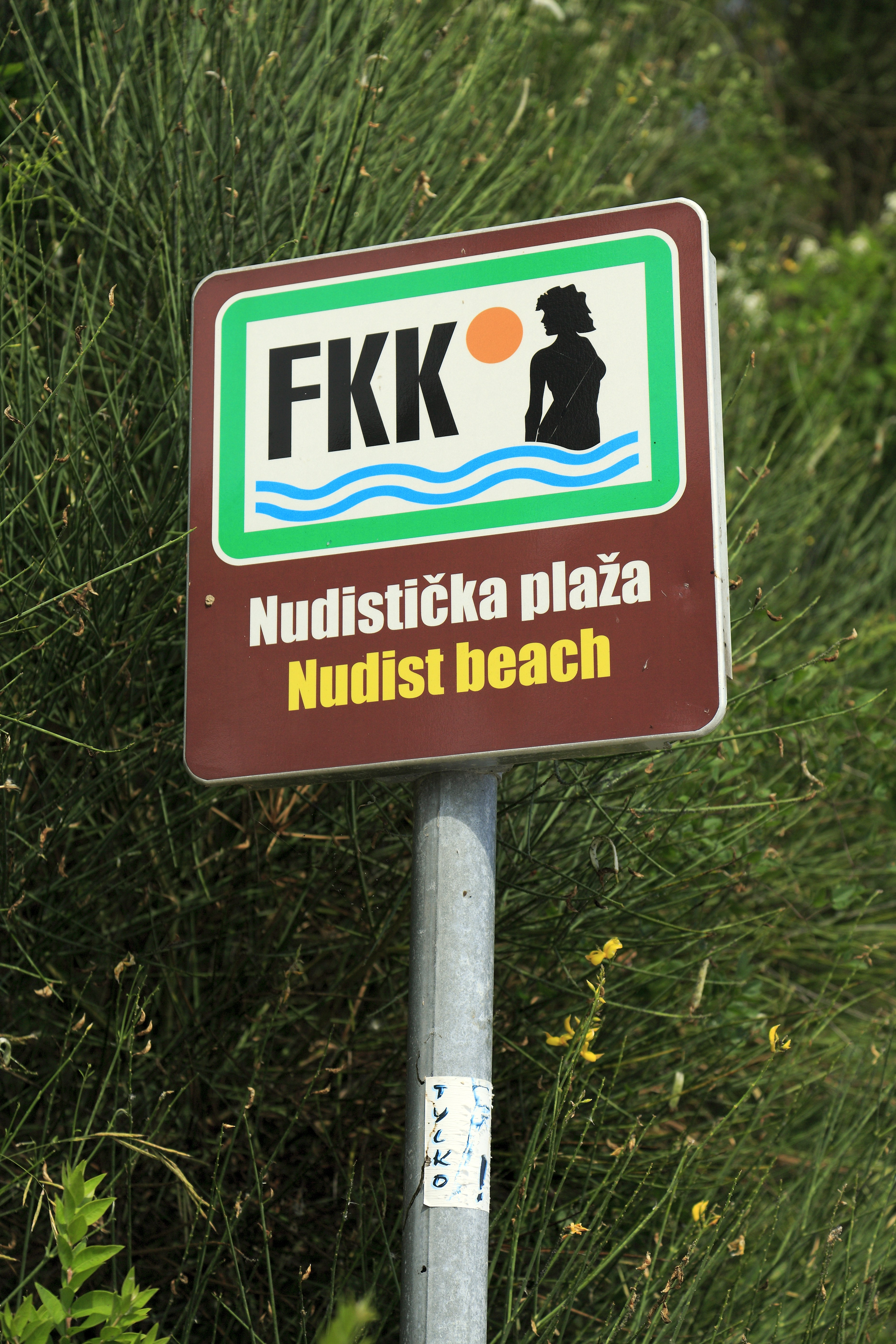
لافتة المنطقة المخصصة "FKK" على شاطئ في براك ، كرواتيا

ثقافة الجسم الحرة (FKK) هي ثقافة اجتماعية وصحية نشأت في الإمبراطورية الألمانية؛ وكانت بداياتها جزءًا تاريخيًا من حركة الإصلاح الاجتماعي "ليبينسريفورم" في أواخر القرن التاسع عشر. تشير ثقافة الجسم الحرة، التي تُترجم إلى "ثقافة الجسم الحرة"، إلى الجوانب الصحية المتعلقة بالتعري في الضوء والهواء والشمس، وتهدف إلى إصلاح الحياة والمجتمع. تُرتبط جزئيًا بثقافة التعري، وبشكل خاص بالطبيعية والتعري، التي تشمل التعري الجماعي للأفراد والعائلات خلال أوقات الفراغ، والرياضة، والحياة اليومية.
بحلول القرن العشرين، ازدهرت ثقافة التعري الجماعي في الهواء الطلق في "الهواء الطلق الكبير" وفوائدها على الصحة العامة في ألمانيا كبديل لضغوط وقلق الحياة الحضرية في عصر الصناعة. اليوم، هناك بعض القيود القانونية على التعري في الأماكن العامة في ألمانيا. تحت مصطلحي "الطبيعية" و"التعري"، أصبحت هذه الثقافة الآن منتشرة دوليًا، مع جمعيات وبيئات ترفيهية عامة مخصصة في العديد من البلدان في أوروبا وأمريكا الشمالية والجنوبية وأستراليا وأفريقيا وآسيا والكاريبي. لا يزال التوزيع الأكبر موجودًا في البلدان الناطقة بالألمانية والدول الاسكندنافية.

## على العموم

### تعريف
يُعرَّف "التعري الطبيعي" المستوحى من ثقافة الجسم الحرة على أنه موقف وطريقة حياة من قبل الاتحاد الدولي للطبيعيين كما يلي:
يعد ممارسة التعري الجماعي سمة أساسية للطبيعية، حيث يستفيد إلى أقصى حد من العوامل الطبيعية مثل الشمس والهواء والماء. إنه يعيد التوازن الجسدي والعقلي للفرد من خلال القدرة على الاسترخاء في بيئات طبيعية، وممارسة الرياضة، والاحترام للمبادئ الأساسية للنظافة والنظام الغذائي. كما يشجع على العديد من الأنشطة التي تطور الإبداع الشخصي. التعري الكامل هو اللباس الأنسب للعودة إلى الطبيعة، وهو بالتأكيد أكثر جوانب الطبيعية وضوحًا، حتى وإن لم يكن الوحيد. إنه يؤثر بشكل موازن ومستقر على البشر، ويحررهم من الضغوط التي تسببها المحرمات والاستفزازات في مجتمع اليوم، ويُظهر الطريق نحو حياة أبسط وأصح وأكثر إنسانية. 

### محتوى
المحتوى وراء حركة ثقافة الجسم الحرة (Freikörperkultur) هو فلسفة ترى الجسم العاري على أنه طبيعي وخالٍ من العار. تُعتبر ممارسة التعري الجماعي في ثقافة الجسم الحرة غالبًا تجربة تحررية، وترتبط بالقبول المتبادل وصورة الجسد الإيجابية. يتركز الاهتمام على الاستمتاع بالطبيعة، والتعري، وإدراك الحرية. لا يحمل التعري في الطبيعة أي دلالة جنسية. التعري على الشاطئ وفي الماء، مقارنة بارتداء الملابس السباحة، يوفر شعورًا مختلفًا بسطح الجسم، والذي يُنظر إليه عمومًا على أنه مريح. في سياق ثقافة الجسم الحرة، لا يتعلق التعري بالجنس ولا يرتبط به مباشرة. في سياق ثقافة الجسم الحرة، يتم ممارسة الأنشطة مثل الاستحمام، والتشمس على البحيرات أو الشواطئ (الشواطئ العارية)، والرياضة، والأنشطة الترفيهية الأخرى بشكل عارٍ. في العديد من المنتجعات السياحية المخصصة، ومخيمات العطلات، والمتنزهات الريفية، ومنشآت الأندية الرياضية، يتم تطبيق ممارسة ثقافة الجسم الحرة أيضًا. يتم تنظيم المتعريين والطبيعيين في جمعيات وطنية ودولية للطبيعيين أو التعري. لا يتضمن التعري في المواقف الحميمة، وكذلك التعري العملي البحت مثل في الدش أو الساونا، ثقافة الجسم الحرة. هذا التعري لا يتطلب توافقًا جماعيًا خاصًا.
2/2

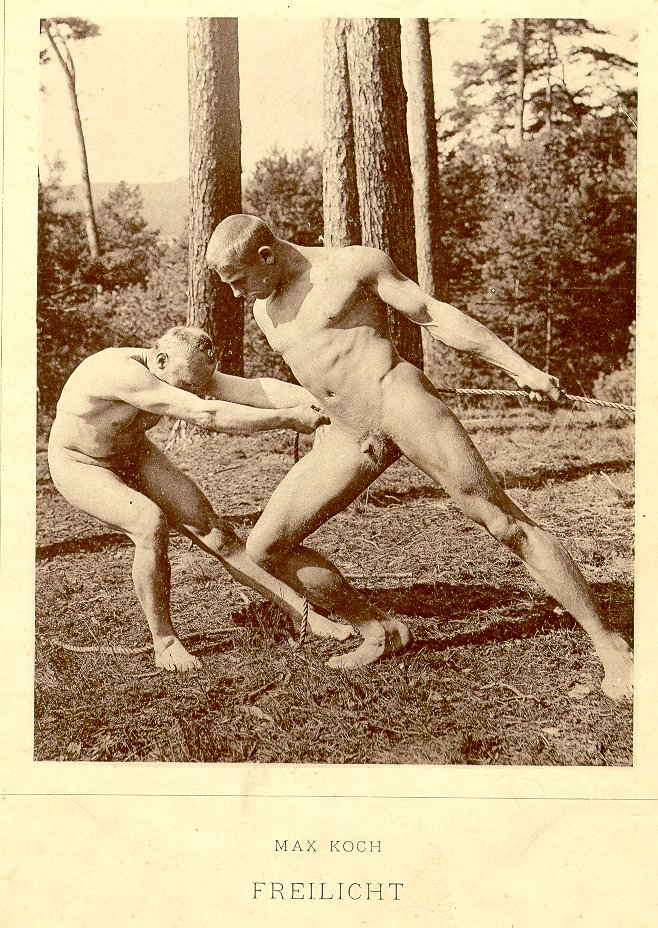
فريليكت (في الهواء الطلق) للرسام والمصور الألماني ماكس فريدريش كوخ ، ق. 1894 : العراة الألمان الأوائل يشاركون في رياضة شد الحبل الرياضية في الهواء الطلق. واحدة من العديد من صور فريليشت ذات الطابع الموضوعي التي التقطها ماكس كوخ والتي تصور العراة في الهواء الطلق.

أكبر مجموعة على الإطلاق حول الوضع التاريخي والحالي لثقافة الجسم الحرة (الطبيعية) هي المكتبة الدولية للطبيعيين (التي كانت تُعرف سابقًا بمجموعة دام - باونتال)، وتقع في معهد سكسونيا السفلى لتاريخ الرياضة في هانوفر، ألمانيا.

### خلفية
في الحمامات العامة، حتى في العصور الوسطى، كان الناس يستحمون وهم عراة، رغم أنه كانت هناك أحيانًا مخاوف أخلاقية أو طبية بشأن انتقال الأمراض. في العديد من أجزاء وسط أوروبا حتى القرن الثامن عشر، كان الناس يستحمون عراة في الأنهار والبحيرات، وغالبًا ما كان يتم الفصل بين الجنسين. بدءًا من أواخر القرن الثامن عشر، أصبح التعري في الأماكن العامة محظورًا بشكل متزايد، وهو الاتجاه الذي لم يتم فرضه أبدًا في الدول الاسكندنافية ذات الكثافة السكانية المنخفضة. في نفس الوقت، كان القاضي الاسكتلندي لورد مومبودو (1714–1779) يمارس ويعظ بـ "حمامات الهواء" بدون ملابس من أجل الصحة وكإحياء للمواقف اليونانية القديمة تجاه التعري. وقد تم ذكر هذه الممارسة في كتاب جورج كريستوف ليختنبرغ (1742–1799) "Das Luftbad" (حمام الهواء). في وقت مبكر من عام 1853، أسس الطبيب السويسري أرنولد ريكي "مصحًا شمسيًا" (Sonnenheilanstalt) ووصَف لمرضاه العلاج بالهليوثيرابي (الحمامات الضوئية في الهواء الطلق بدون ملابس) كعلاج للسل، الكساح، الاضطراب العاطفي الموسمي، وأمراض صحية أو جلدية أخرى. في عام 1906، كان هناك أيضًا 105 مصحات "حمام الهواء" (Luftbäder) في ألمانيا، حيث كانت التعرضات غير الملائمة للهواء الطلق تُستخدم كعلاج للمكوث في غرف غير مهواة ودافئة، مما يُعتقد أنه يؤدي إلى "التليين"، تراكم الحرارة في الجسم، الصداع، الغثيان، واضطرابات الدورة الدموية. كانت فكرة العلاج بالهواء الطلق بدون ملابس مرتبطة بفكرة الحمام الضوئي في أوائل القرن العشرين، على سبيل المثال من قبل القس والمعالج الطبيعي إيمانويل فيلكي. مع شعار "العودة إلى الطبيعة"، أعلن مؤيدو ثقافة التعري (Nacktkultur) الحرب على الأخلاق المفروضة في مجتمع كانوا يرونه عصابيًا ومريضًا. "لا نريد إنكار ذلك: بالنسبة لأناس زماننا، يعتبر الشخص العاري بلا ذوق ويبدو وكأنه صفعة على الوجه - هكذا أصبحنا غير طبيعيين"، كتب هاينريش بودور في عام 1893، أحد الرواد الأوائل لحركة ثقافة الجسم الحرة في الإمبراطورية الألمانية. يعتبر الرسام والمصلح الاجتماعي كارل فيلهلم ديفنباخ (1851–1913)، الذي مارس ثقافة الجسم الحرة مع طلابه في دير هولريغلسكريوث بالقرب من ميونيخ ولاحقًا في هيملهوف بالقرب من فيينا، الرائد الحقيقي للطبيعية، خاصة خارج العلاجات السريرية والطبية.
"ثقافة التعري" وحركة "إصلاح الحياة" (Lebensreform) – حتى الحرب العالمية الأولى
في عام 1898، تم تأسيس أول جمعية رسمية لثقافة الجسم الحرة في إيسن، ألمانيا. حوالي عام 1900، اكتسب الاستحمام العاري في منطقة برلين وعلى سواحل بحر الشمال وبحر البلطيق الألمانية شهرة. قبل هذه الفترة، كان الاستحمام العاري على الشواطئ العامة—أو حتى أثناء ارتداء ملابس السباحة المتطورة في تلك الحقبة—ممنوعًا رسميًا أو يُعتبر غير أخلاقي في العديد من الأماكن. ونتيجة لذلك، كان الأفراد يزورون الشواطئ وأماكن الاستحمام الأخرى وهم يرتدون ملابسهم اليومية، حيث كان الرجال يرتدون ملابس مشابهة للبدل، وكانت النساء يرتدين فساتين طويلة وقبعات، والأطفال يرتدون ملابس مشابهة، ملتزمين بالمعايير المعاصرة للآداب والاحترام في أواخر القرن التاسع عشر وأوائل القرن العشرين.
في وقت مبكر من عام 1853، أسس المعالج الطبيعي السويسري أرنولد ريكلي " مصحة شمسية" ( Sonnenheilanstalt ) ووصف لمرضاه العلاج الشمسي من خلال " حمامات ضوئية " خارجية بدون ملابس ( Lichtbäder ) كعلاج لمرض السل ، والكساح ، والاضطراب العاطفي الموسمي ، وغيرها من الاضطرابات الصحية أو الجلدية. في عام 1906، كان هناك أيضًا 105 مصحة تسمى "حمام الهواء" ( Luftbäder ) في ألمانيا، حيث تم استخدام التعرض للهواء الخارجي دون ملابس كعلاج للحبس في غرف دافئة غير جيدة التهوية، مما أدى إلى "تليين" الجسم وتراكم الحرارة والصداع والغثيان واضطرابات الدورة الدموية. ارتبطت فكرة حمام الهواء العلاجي العاري بفكرة حمام الضوء في أوائل القرن العشرين، على سبيل المثال، من قبل القس والمعالج الطبيعي إيمانويل فيلكي .
 
مع التحرر السياسي، تحدى الأوساط المحافظة الاستحمام العاري، الذي أصبح شائعًا بين المثقفين الحضريين، معتبرين إياه فسادًا للأخلاق.

### التعري بين الحرب العالمية الأولى والحرب العالمية الثانية

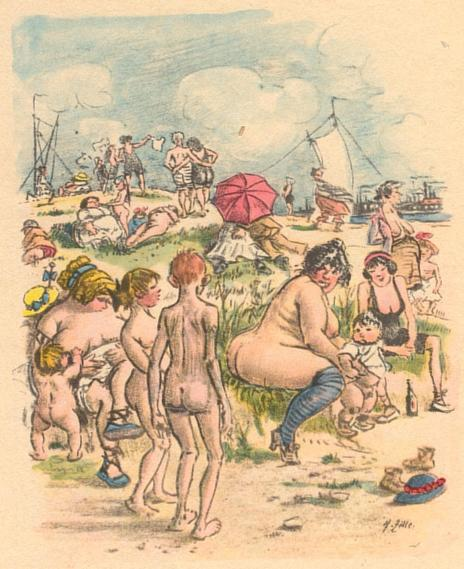
رسم توضيحي من تصميم هاينريش زيل (1858-1929)، بعنوان "عندما ظهر حوض السباحة العام في الهواء الطلق"، طبعة بطاقة بريدية عام 1919

بعد الحرب العالمية الأولى، زادت الجمعيات الخاصة بثقافة الجسم الحرة في ألمانيا. عقب تأسيس أول شاطئ عاري رسمي في جزيرة زيليت عام 1920، انضمت معظم الجمعيات الخاصة بثقافة الجسم الحرة معًا في عام 1923 لتشكيل "مجموعة العمل لاتحادات مقاتلي الضوء الألمان" (Arbeitsgemeinschaft der Bünde deutscher Lichtkämpfer). ومنذ عام 1925، بدأوا في نشر مجلة شهرية في برلين باسم "Leben und Sonne" (الحياة والشمس). في عام 1926، تم تغيير اسم مجموعة العمل إلى "الاتحاد الإمبراطوري لثقافة الجسم الحرة" (Reichsverband für Freikörperkultur). توحدت المجموعات الاشتراكية بشكل منفصل تحت اسم "الناس الأحرار. اتحاد من أجل نمط الحياة الاشتراكي وثقافة الجسم الحرة" (Freie Menschen. Bund für sozialistische Lebensgestaltung und Freikörperkultur)، وكان عدد أعضائها حوالي 70,000 في عام 1932. في عام 1930، اجتمع ممثلون من إنجلترا، هولندا، فرنسا، النمسا، سويسرا، هنغاريا، إيطاليا وألمانيا في فرانكفورت أم ماين، وأسَّسوا لاحقًا اتحادًا أوروبيًا للطبيعية. كما تم كتابة أول أطروحة حول حركة ثقافة الجسم الحرة في الثلاثينيات.
في عام 1933، بعد وصول حزب النازي إلى السلطة، تم حظر المنظمات العريانية في البداية أو دمجها في المنظمات النازية.
إحدى أعظم المخاطر التي تهدد الثقافة والأخلاق الألمانية هي ما يُسمى بحركة العري. رغم أنه يمكن الترحيب بها كثيرًا من أجل الصحة العامة، وأن العديد من الدوائر، خاصة في السكان الحضريين، يسعون للاستفادة من قوة الشمس والهواء والماء في خدمة أجسادهم، يجب أن يتم رفض ما يُسمى بحركة العري بشكل كبير كخطأ ثقافي. بين النساء، يُقتل العري التواضع الطبيعي؛ ويأخذ من الرجال احترامهم للنساء، وبالتالي يدمر الشرط الأساسي لأي ثقافة حقيقية. لذلك، يُتوقع من جميع السلطات الشرطية أنه، دعمًا للقوى الروحية التي تم تطويرها من خلال الحركة الوطنية (النازية)، أن تتخذ جميع التدابير الشرطية لتدمير ما يُسمى بثقافة العري.

في 3 مارس 1933، أصدر وزارة الداخلية البروسية تعميمًا لـ "قمع حركة العري". ومع ذلك، بدعم من هانس سورين (ضابط سابق في الجيش الألماني، مدير ومدرب في مدرسة الجيش الألماني للتربية البدنية العسكرية في وينسدورف)، ووزير الغذاء والزراعة في الرايخ والتر دارري، ومع الدعم في النهاية من قوات الأمن الخاصة (SS)، وجد Freikörperkultur (ثقافة الجسم الحرة) مؤيدين جدد. تشير بعض المصادر إلى أن هملر وSS دعموا الطبيعية. جرت أول ألعاب أولمبية للطبيعة في ثيلي، سويسرا، في أغسطس 1939. في الرايخ الألماني، تم تخفيف حظر الاستحمام العاري بموجب مرسوم الرايخ في 10 يوليو 1942، بشرط ألا يراه أحد. وظلت هذه اللوائح سارية في ألمانيا الغربية حتى الستينيات وفي ألمانيا الشرقية حتى عام 1990. خلال الحقبة النازية، كانت هناك أيضًا "ثقافة العري العرقية"، وكان أبرز ممثل لها هو الناشط الرياضي والمؤلف هانس سورين، الذي مجد مثاليَّات الجسم الخاصة بالنازيين وأصبح فيما بعد عضوًا شرفيًا في الجمعية الألمانية لثقافة الجسم الحرة (DFK). في عام 1940، ظهرت أول كتب صور ملونة تحتوي على تصوير للعري القتالي، مثل أعمال النحات أرنو بريكر.

### من عام 1945 حتى الآن
في عام 1949، تم تأسيس "رابطة الألمان لثقافة الجسم الحرة" (DFK؛ الجمعية الألمانية لثقافة الجسم الحرة). اليوم، هي عضو في الاتحاد الألماني للرياضة الأولمبية (DOSB) مع مهام خاصة للرياضات الشعبية في الترفيه العاري، وتعد أكبر عضو في الاتحاد الدولي للطبيعة (INF). استمر التوجه الطبيعي المستوحى من Freikörperkultur في أن يكون شائعًا بشكل خاص في ألمانيا الشرقية بعد الحرب العالمية الثانية، ربما بسبب تطور ثقافي أكثر علمانية. كان له روابط بحركة العمال وأصبح رمزًا للناس والعائلات للهروب من الدولة القمعية. غالبًا ما كانت ثقافة الشاطئ مختلطة - كان الناس العاريون والملابس يسبحون معًا، وكان العري مقبولًا على نطاق واسع ويعتبر غير غريب أو مثير للدهشة. في العقود اللاحقة من القرن العشرين، بدأ الطبيعة أيضًا في أن تكون شائعة جدًا خارج ألمانيا. خلال هذه الفترة، اكتسبت Freikörperkultur، التي بدأت تُختصر عادةً إلى الاختصار "FKK"، شهرة وتم تبنيها أيضًا في بعض البلدان الأوروبية نظرًا لأصولها الألمانية المعروفة. تم افتتاح أول منتجعات طبيعية حول عام 1950 في فرنسا، وكان مركز هيليو مارين في مونتاليفيه-ليه-بوان في أكيتاين أحد أول الأمثلة. كان الشاطئ العاري في كامبين على جزيرة سيلت في ألمانيا مشهورًا بشكل خاص بسبب التغطية الإعلامية الواسعة. أصبحت منتجعات FKK في يوغوسلافيا وفرنسا وعلى ساحل بحر البلطيق وجهات عطلات شهيرة. اكتسبت المنظمات الطبيعية العديد من الأعضاء الجدد في الستينيات. إحدى أشكال الترفيه الطبيعية الشهيرة هي "المشي العاري"، حيث يقوم مجموعة من المشاة بجولة جماعية في الريف المفتوح. هذا ممكن في ألمانيا بفضل القوانين الليبرالية حول العري العام غير الجنسي. يمتد هذا الموقف إلى النمسا، حيث تحظى ثقافة FKK بقبول عام كبير، ولكن ليس إلى الكانتونات الناطقة بالألمانية في سويسرا، حيث يتم عادة تنظيم الترفيه العاري في الأماكن العامة الخارجية المخصصة لـ FKK.

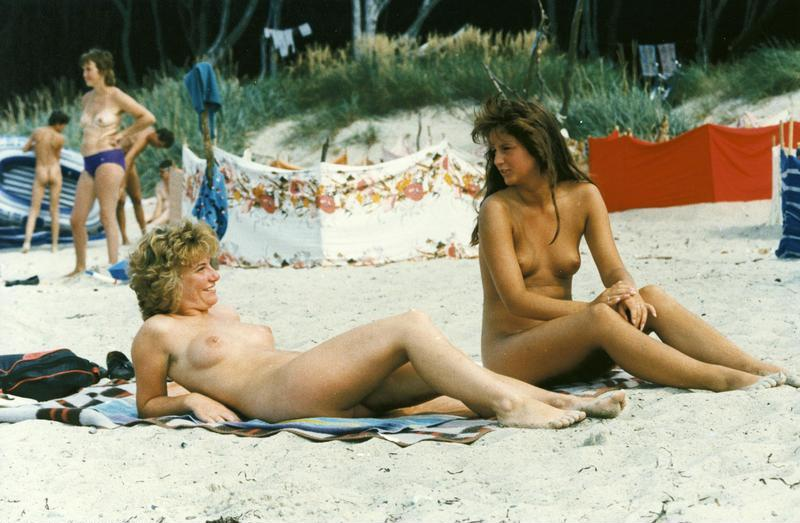
فتيات ألمانيا الشرقية الشابات على شاطئ العراة في روستوك ، 1988
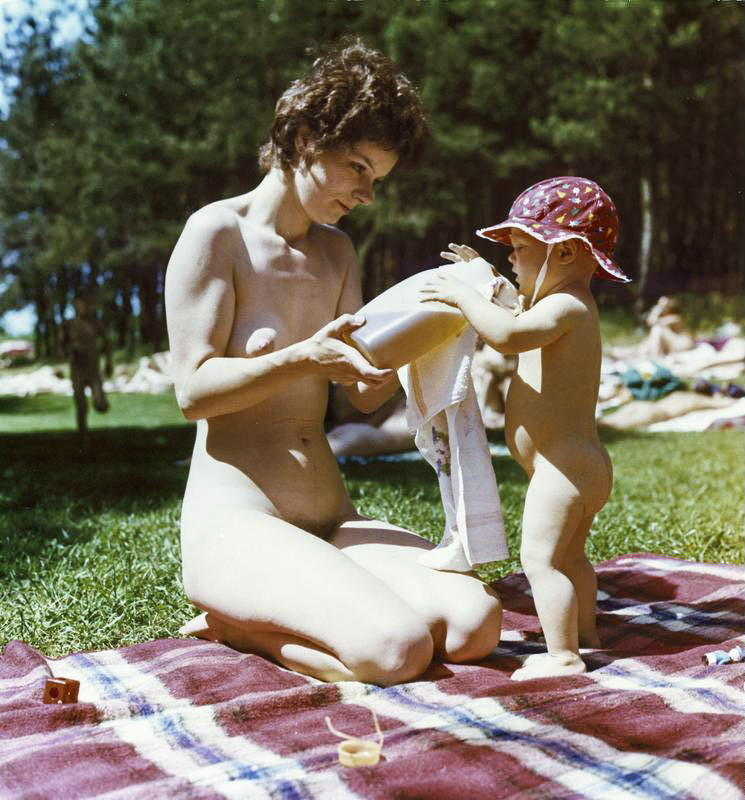
في منتزه بحيرة هيرتسبرونغ للعراة FKK بولاية براندنبورغ ، ألمانيا؛ أحد أشهر منتزهات FKK للسباحة في مقاطعة أنغرمونده . الصورة مؤرخة في أغسطس/آب ١٩٨٣.
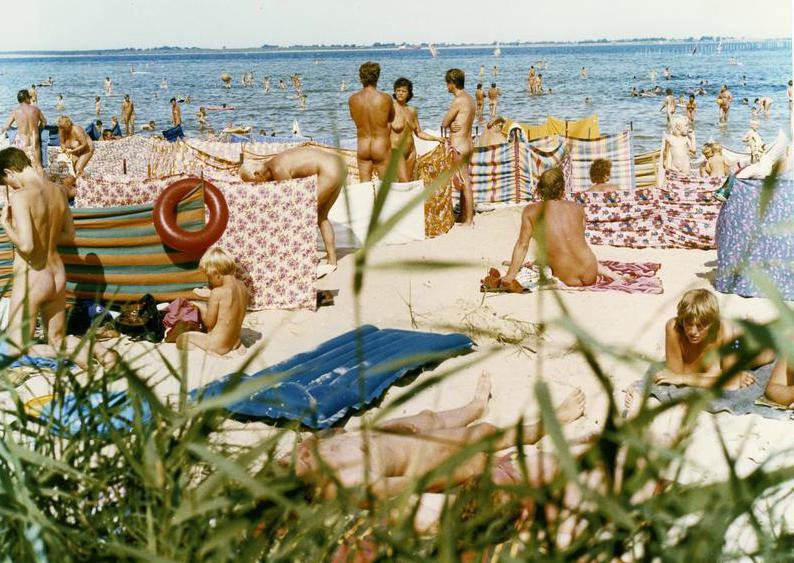
شاطئ العراة في ألمانيا الشرقية في خليج فيسمار ، 1984

## سويسرا

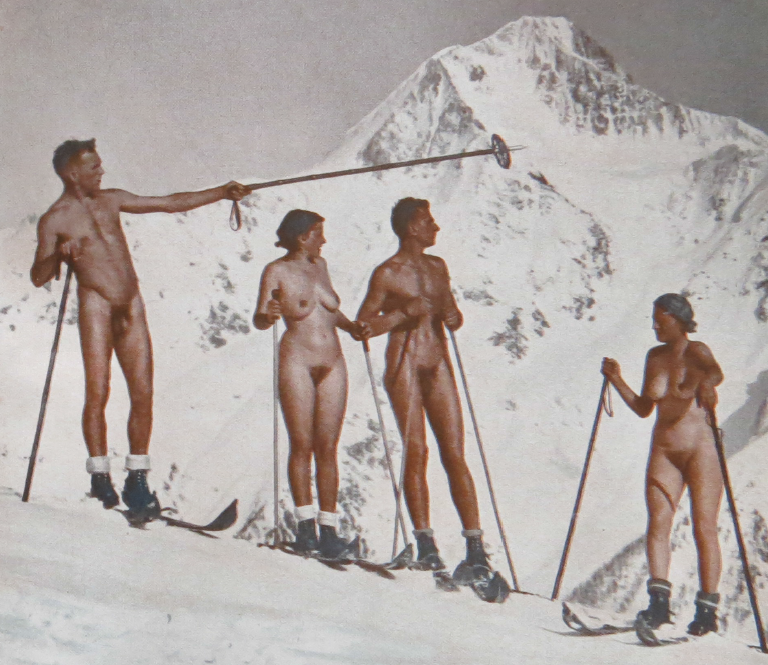
التزلج على الجليد Freikörperkultur في جبال الألب السويسرية. من مجلة Freikörperkultur السويسرية " die neue zeit " (الأوقات الجديدة)، 1930

بشكل عام، لا يُمنع العري العام في سويسرا: لا توجد قوانين وطنية تحظر الخروج من المنزل دون ملابس طالما أن العري ليس مدفوعًا بدوافع جنسية. ومع ذلك، يختلف القضاء في سويسرا من كانتون إلى آخر. استجابة لتدفق عشاق الـ FKK الألمان الذين يعبرون جبال الألب، أقر كانتون أبينزيل إنرودن، الذي أصبح وجهة شهيرة لمساراته السياحية للمشي، قانونًا محليًا في عام 2009 يحظر صراحةً المشي العاري في الأماكن العامة الخارجية. فرضت السلطات التنظيمية المحلية غرامات قدرها 200 فرنك سويسري لـ "التواجد عاريًا في الأماكن العامة"، التي رفض بعض المشاة العراة دفعها. بينما توجد فقط بعض الشواطئ حيث يُسمح رسميًا بـ FKK في سويسرا (مثل كاتزينسي بالقرب من زيورخ)، فإن الساونا العامة عادة ما يتم زيارتها عارية. في حدث احتجاجي تم تغطيته من قبل الصحفيين السويسريين في عام 2012، انفصل رجل نمساوي عاري يبلغ من العمر 28 عامًا عن شريكه في التزلج المظلي على بعد 700 متر فوق الأرض وهبط بمظلة في واسيراوين (أبينزيل إنرودن)، حيث تم تمويه وجهي المتزلج المظلي ومساعده، وهو "محترف المشي الجبلي العاري" السويسري المعروف بالاسم المستعار "بويستولا غروتينبوش" (ورقة التين)، الذي يُعتبر أيضًا المتحدث باسم المشاة السويسريين العراة، في تغطية الصحافة؛ ولم يتم تقديم شكوى، وفقًا للمدعي العام في أبينزيل إنرودن. وقال المدعي العام إن الرجل سيُعاقب بالغرامة إذا تم اكتشاف هويته. منذ حكم المحكمة الفيدرالية العليا في سويسرا، لم يُرَ أي أثر آخر للمشاة العراة في كانتون أبينزيل إنرودن.